# 马尔科·罗马诺 (击剑运动员)
马尔科·罗马诺（義大利語：Marco Romano，1953年5月6日—），意大利前男子击剑运动员。他曾代表意大利参加1980年夏季奥林匹克运动会击剑比赛，结果获得男子团体佩剑银牌。